# Ryszard Pazura
Ryszard Pazura (ur. 1942) – polski urzędnik państwowy i menedżer, w latach 1987–1998 podsekretarz stanu w Ministerstwie Finansów, w latach 2002–2003 prezes Agencji Rynku Rolnego.

## Życiorys
Należał do Zjednoczonego Stronnictwa Ludowego i Polskiego Stronnictwa Ludowego. Od 12 października 1987 do 8 stycznia 1998 pełnił funkcję podsekretarza stanu w Ministerstwie Finansów w łącznie dziesięciu kolejnych rządach, odpowiadając za finansowanie przemysłu rolno-spożywczego. W latach 1998–2002 sprawował funkcję prezesa Banku Gospodarstwa Krajowego, kierował też radą nadzorczą PKO BP. Od 17 września 2002 do 15 lipca 2003 pozostawał prezesem Agencji Rynku Rolnego, odwołano go w związku ze zniknięciem zboża z kontrolowanych przez ARR elewatorów. Objął funkcję szefa rady Fundacji Banku Gospodarstwa Krajowego im. J.K. Steczkowskiego, zasiadł też w radzie nadzorczej BGK oraz został doradcą władz Polskiego Stronnictwa Ludowego. W uznaniu szczególnych zasług dla miasta Kazimierza Dolnego, Ryszard Pazura został uhonorowany w 1996 tytułem Honorowego Obywatela. 
W 2007 był przesłuchiwany przez komisję śledczą ds. banków i nadzoru bankowego w związku z działalnością w resorcie finansów.
Odznaczony Krzyżem Kawalerskim (1997) i Oficerskim (2005) Orderu Odrodzenia Polski.